# Platforma (geologia)

Schematyczny przekrój litosfery kontynentalnej, z wskazaniem obszaru platformy proterozoicznej pokrytej warstwą młodszych osadów

Platforma – fragment skorupy ziemskiej zbudowany ze starokrystalicznego podłoża pokrytego (płyta), lub nie (tarcza), młodszymi, fanerozoicznymi osadami.
W wyniku podniesienia się skorupy ziemskiej następuje regresja morza. Jeżeli po ustąpieniu morza warstwy skał osadowych zachowały swoje pierwotne, poziome ułożenie tworzy się platforma, a skorupa ziemska ma budowę płytową. Znaczy to, że warstwy nadal leżą poziomo, a ku górze występują skały coraz młodsze.

## Rodzaje platform
Wyróżniamy dwa rodzaje platform:
- Platforma prekambryjska (proterozoiczna)
  - Europa
    - Platforma wschodnioeuropejska

  - Azja
    - Platforma syberyjska
    - Platforma chińska
    - Platforma turańska

  - Afryka
    - Platforma saharyjska
    - Platforma południowej i środkowej Afryki

  - Ameryka Północna
    - Niecka Williston

  - Ameryka Południowa
    - Niecka Amazonki
    - Niecka Parany
    - Niecka La Platy

  - Australia
    - Platforma australijska
- Platforma paleozoiczna (fanerozoiczna)
  - Platforma zachodnioeuropejska